# 談廣慶
談廣慶（1831年—1886年），字雲浦，廣州駐防漢軍廂白旗人，同治二年癸亥恩科（1863年）繙譯進士，曾任海城縣知縣 、光緒六年四月補廣甯縣知縣、光緒十二年三月補金州廳海防同知、營口海防同知，歷官奉天府治中開原、承德縣知縣、廣寗、新民廳同知、寧遠州知州，有談青天之稱。